# Mariscal López Asunción
Club Mariscal López – paragwajski klub piłkarski z siedzibą w mieście Asunción.
Klub Mariscal López w 1911 roku wziął udział w pierwszych mistrzostwach Paragwaju Ligi Centenario, która pod koniec swego istnienia zmieniła nazwę na Asociación Paraguaya de Fútbol. Klub Mariscal López wkrótce wycofał się z Ligi Centenario, przechodząc do ligi organizowanej przez Liga Paraguaya de Fútbol. W 1915 roku jako wicemistrz drugiej ligi awansował do pierwszej ligi (Primera División). W 1916 roku Mariscal López zajął w pierwszej lidze ostatnie, 7 miejsce, zdobywając jedynie 3 punkty. Nie spadł jednak z ligi, bo w tym sezonie pierwszą ligę powiększono do 8 drużyn. W 1917 roku klub na 8 drużyn zajął w pierwszej lidze 6 miejsce, po czym z nieznanych powodów wycofał się z rozgrywek.